# Dario Moreno
Pour les articles homonymes, voir Moreno.
Dario Moreno, de son vrai nom David Arugete, est un chanteur d'opérette et acteur turco-mexicain, né le 3 avril 1921 à Aydın, près d'Izmir (Empire ottoman) et mort le 1er décembre 1968 à Istanbul (Turquie).

## Biographie
Sa carrière s'est déroulée simultanément en Turquie et en France. Polyglotte, il a connu un grand succès dans les pays francophones, du début des années 1950 à la fin des années 1960, en interprétant des rôles d’opérette et de nombreuses chansons latino-américaines.
Sa maison à İzmir est dans une rue qui porte aujourd'hui son nom, au pied du célèbre asansör (ascenseur) public.
Turc par son père, mexicain par sa mère, tous deux de confession juive séfarade et de langue maternelle espagnole, Dario Moreno a commencé très jeune sa carrière de chanteur, chantant dans les bar mitzvah et à la synagogue d'Izmir. Il rencontre le succès grâce à sa voix de ténor. Engagé pour une tournée mondiale dans l'orchestre de l'américain Mac Allen, il découvre Paris en 1948 et y enregistre chez Odeon son premier 78 tours, un boléro.
Chanteur d'opérette au côté d'André Dassary, de Luis Mariano ou encore de Georges Guétary, il rejoint la société Polydor et chante les compositions des jeunes Charles Aznavour et Gilbert Bécaud. Il donne son premier concert en 1954, connaît le succès avec des chansons comme Quand elle danse (hymne des nuits parisiennes), Por favor (repris par la jeune Dalida), Si tu vas à Rio en 1958 ou Brigitte Bardot en 1961. Il tourne également de nombreux films, dans lesquels il joue toujours des personnages « exotiques ». Toute sa vie, Dario Moreno a gardé la Turquie au cœur ; il a enregistré plusieurs disques en turc.
En octobre 1968, il est le partenaire de Jacques Brel dans le spectacle musical L'Homme de la Mancha, créé à Bruxelles. Il y interprète le rôle de Sancho Pança.  Le spectacle doit être repris à Paris en décembre 1968 mais le 1er décembre 1968, Dario Moreno meurt d'une hémorragie cérébrale à l'aéroport d'Istanbul, avant le décollage de son avion (ou, selon d'autres sources, d'un infarctus du myocarde, dans un taxi en route pour l'aéroport). Il est âgé de 47 ans.
Il est enterré à Holon en Israël.
Il est cité dans le 228e des 480 souvenirs cités par Georges Perec dans Je me souviens.

## Filmographie

### Cinéma
- 1949 : La Kermesse aux chansons, d'Henri Verneuil  (court métrage) : un chanteur
- 1950 : Vedettes et Chansons, de Bernard Roland  (court métrage)  : un chanteur
- 1951 : Pas de vacances pour Monsieur le Maire, de Maurice Labro : le maharadjah
- 1952 : Le Salaire de la peur, d'Henri-Georges Clouzot : Hernandez
- 1953 : La Môme vert-de-gris, de Bernard Borderie : Joe Madrigal
- 1954 : Quai des blondes, de Paul Cadéac : Lucky
- 1954 : Le Mouton à cinq pattes, d'Henri Verneuil : un matelot américain
- 1954 : Les femmes s'en balancent, de Bernard Borderie : Perera
- 1956 : Pardonnez nos offenses, de Robert Hossein
- 1957 : Le Feu aux poudres, d'Henri Decoin : Jeff
- 1957 : Œil pour œil, d'André Cayatte : le cafetier de Toluma
- 1957 : Tous peuvent me tuer, d'Henri Decoin : Luigi Falconi
- 1958 : Incognito, de Patrice Dally : Fernando
- 1959 : Oh ! Qué mambo, de John Berry : Miguel Montero
- 1959 : Nathalie, agent secret, d'Henri Decoin : Docteur Alberto/Don José
- 1959 : Voulez-vous danser avec moi ?, de Michel Boisrond : Florès
- 1959 : La Femme et le Pantin, de Julien Duvivier: Arabadjian
- 1960 : Touchez pas aux blondes, de Maurice Cloche : Rodinoff
- 1960 : Candide ou l'optimisme du XXe siècle, de Norbert Carbonnaux : un dictateur
- 1960 : Marie des Isles, de Georges Combret : Desmarais le traiteur
- 1961 : Tintin et le Mystère de La Toison d'or, de Jean-Jacques Vierne : Midas Papos
- 1961 : La Révolte des esclaves (La rivolta degli schiavi) de Nunzio Malasomma : Massimiano
- 1962 : La Veuve joyeuse (Die lustige Witwe), de Werner Jacobs : Camillo
- 1963 : Le Tout pour le tout, de Patrice Dally
- 1963 : Le cave est piégé ou Chasse à l'homme de Víctor Merenda : Bruno Suarez
- 1963 : Les Femmes d'abord, de Raoul André : l'aubergiste
- 1963 : Le Bon Roi Dagobert, de Pierre Chevalier : Charibert
- 1964 : Dernier Tiercé, de Richard Pottier : Guido
- 1965 : Dis-moi qui tuer, d'Étienne Périer : Pitou
- 1966 : Le Saint prend l'affût, de Christian-Jaque : Dario Moreno
- 1966 : Paradiso, hôtel du libre-échange, de Peter Glenville : le Turc
- 1968 : La Prisonnière, d'Henri-Georges Clouzot : Sala

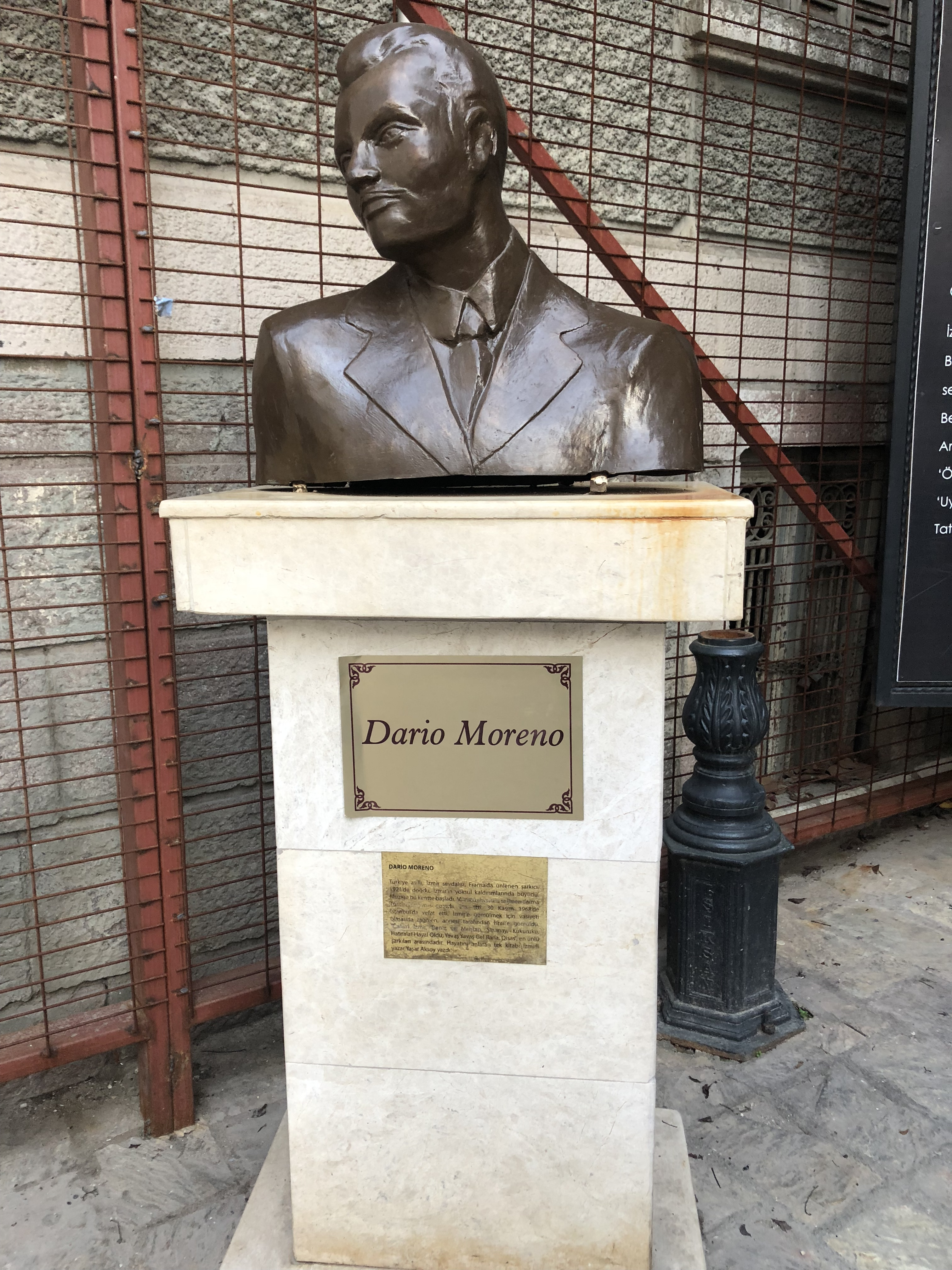
Buste de Dario Moreno à l'entrée de la rue Dario-Moreno à Izmir, en Turquie.

### Télévision
- 1966 : Les Saintes Chéries (série télé) : le client étranger

## Chansons notoires
- Viens ! (1953)
- Istanbul (1954)
- C'est magnifique (1955)
- Étranger au Paradis (1955)
- Quand elle danse (1956)
- Air du Brésilien (1956)
- Je vais revoir ma blonde (1956)
- Pour toi (1956, du film Le Feu aux poudres)
- Coucouroucoucou (1957)
- Misirlou
- Si tu vas à Rio[2] (1958)
- Tout l'amour (1959)
- Le Marchand de bonheur (1959)
- La Bamba (1960)
- Ya Mustapha (1960)
- Brigitte Bardot (1961)
- La Marmite (1961)
- Pardon pour notre amour (1961)
- Quizas quizas quizas (1963)
- Corps à Corps ( 1965 )
- La Quête (1968)
- Seul (1968), accompagné par Raymond Lefèvre

En 1968, il enregistre avec Jacques Brel deux titres de L'Homme de la Mancha.
À sa sortie en salles française, initialement interprétée par Frankie Laine, la chanson du film Blowing Wild (The Ballad of Black Gold) est adaptée en français et chantée par Dario Moreno (1953).

## Airs d'opéra et d'opérettes
- La Vie parisienne, de Jacques Offenbach et son Air du Brésilien lui vaut un immense succès radiophonique.
- Étranger au paradis, version française de la chanson Stranger in Paradise, extraite de la comédie musicale Kismet, adaptée des Danses polovtsiennes du Prince Igor, d'Alexandre Borodine.

## Discographie

### Albums
- 2e Série - Istamboul * : Philips, 1954
- Nº 3 - Mambo Italiano * : 1955
- Chante ses derniers succès : 1956
- Offenbach : La Vie Parisienne ** : 1956
- Nº 4 - Calypsos : 1957
- Bravo Moreno ! : 1959
- Amicalement : Fontana, 1960
- Oh Qué Moreno ! : Philips, 1960
- Exodus : Fontana, 1960
- Tumba lê lê : 1961
- La Marmite : 1962
- Doralice : 1963
- Tropical Dario : 1964 et relancé en 2000 en CD chez Mercury
- L'Homme de la Mancha : Fontana, 1969 - album posthume

*Avec Michel Legrand et son orchestre.
**Participation spéciale.

### Singles
- Comédie : Philips, 1954
- Jusqu'au bout du monde : 1955
- C'est magnifique : 1955
- Un ange comme ça : 1956
- Le Grand Tour de l'amour : 1956
- Toi l'inconnu : 1956
- Je vais revoir ma blonde : 1956
- Calypso Moreno : 1957
- Imploration : 1957
- Pépita de Majorca : 1957
- Le Diable au corps : 1958
- Sarah : 1958
- Viens * : 1958
- Chante en espagnol : 1958
- Guitare et tambourin : 1958
- Oh ! Qué Mambo : 1959
- Je te tendrai les bras : 1959
- C'est ça l'amore : 1959
- Tango Moreno ! : Fontana, 1960
- Itsi bitsi petit bikini : 1960
- Bras dessus, bras dessous : 1960
- Moreno Poy Poy : 1960
- Viens à la casita : 1960
- Roméo * : 1961
- Tu parles trop : 1961
- Dario à Rio : 1961 - enregistré pendant le Carnaval de Rio '61
- Tumba lé lé : Pergola, 1961
- La Marmite : Fontana, 1961
- Toi, ma madone : 1961
- Vieux Mac Donald : 1961
- La Pachanga : 1961
- Monsieur le Carnaval : 1962
- Moi, Dario : 1962
- Bossa nova : 1962
- Au cœur de la Bohême : 1963
- Le Samedi soir : 1963
- Canım İzmir : 1964
- Sois heureuse : 1964
- Si tu vas à Rio: Philips 1958, Pergola, 1964
- Dansez le sirtaki : Barclay, 1965
- Granada : Pergola, 1965
- Mulata Ye Ye : Barclay, 1965
- On ne peut jamais savoir : 1966
- Her Akşam / Aşkımız Bitti : 1967
- Desesperado : Fontana, 1968
- Hatıralar Hayal Oldu / Olam Boyun Kurbanı : Philips, 1968
- L'Homme de la Mancha : Fontana, 1969
- Quand elle danse / Coucouroucoucou : Polygram, 1986
- Brigitte Bardot Remix : Philips, 1994

*Relancé en 2001 en CD par Universal Music France.

## Prix
- 1958 Grand Prix du disque en France
- 1965 Grand Prix de la Rose d'Or '65, pour La Nuit, L'Été, L'Amour, chanson lauréate